# ぐちモニ
『ぐちモニ〜やまぐちモーニングTV〜』（ぐちモニ〜やまぐちモーニングテレビ〜）は、テレビ山口で平日の朝に放送されていたローカル情報番組。

## 概要
山口県内の情報を取り扱っていた番組。視聴者からのメールやファクシミリ、あるいははがき投稿によるお便りを紹介していた。
2005年3月28日に放送開始。テレビ山口が平日帯の情報番組を制作したのは『生活空間Do!』以来だった。
もともとは平日の早朝に『みのもんたの朝ズバッ!（朝ズバッ）』の前座番組として放送されていた。そのため、番組のエンディングでは『朝ズバッ』の番組宣伝ポスターにカメラが寄って終了し、そのまま『朝ズバッ』に移行（飛び乗り）していた。
しかし、同年10月10日に平日10時台前半枠へ移動した。移動の際にタイトルの変更は無かったが、英語の morning は「午前」という意味もあるので誤りではない。
2007年3月28日頃からハイビジョン放送になった。
テーマ曲はべすぱが歌っている。
番組は2009年3月27日放送分をもって終了したが、レギュラー形式での放送は同年3月13日放送分をもって既に終了しており、3月16日 - 20日および22日 - 23日には特別編成のために休止し、そして3月25日 - 27日には事実上の総集編を放送するという形になった。なお、最終回は11:24までに拡大された。

## 放送時間
| 期間       | 期間       | 放送時間（日本時間）      |
| ---------- | ---------- | ------------------------- |
| 2005.03.28 | 2005.09.30 | 平日 5:25 - 05:55（30分） |
| 2005.10.10 | 2006.09.29 | 平日 9:55 - 10:19（24分） |
| 2006.10.02 | 2007.09.28 | 平日 9:55 - 10:24（29分） |
| 2007.10.01 | 2009.03.27 | 平日 9:55 - 10:25（30分） |

- 年2回程度特別企画で時間延長が行われた。また、年末には放送時間を拡大していた。

## 司会
- スペース佐藤
- 早川友希（tysアナウンサー）

## 番組内容

### 番組終了時のコーナー
- オープニング
- ニュースひろい読み（県内ニュース・新聞チェック） - たいていはtysと縁の深い毎日新聞の記事を紹介していたが、稀に山口新聞、中国新聞、スポーツニッポン（スポニチ、毎日新聞系のスポーツ新聞）の記事を紹介することもあった。
- （月）奥様はリポーター!
- （火・木）ぐちトピ〜ぐちモニトピックス
- （水）わたしは見た!
- （金）ぐちモニ1万円電話クイズ! - 最高金額4万円。月曜 - 木曜のヒントを元に答えを導き出す。金曜日抽選。
- お天気情報・イベント情報・交通情報・お便り紹介
- ホシ マリヤの12星座占い
- エンディング

### 過去にあったコーナー（10時台移動後）
- 日替わりコーナー
  - 月：奥様はリポーター!
  - 火：週間健康チェック
  - 水：いどばたサロン「愚痴モニトーク」
  - 木：ぐちモニ楽集らんど!
  - 金：ぐちモニ1万円電話クイズ（現在は[いつ?]全放送日に拡大）

### 過去にあったコーナー（早朝時代）
- ぐちモニ・ニュースひろい読み
- 日替わりコーナー
- 道路交通情報・交通取締情報・山口宇部空席情報